# 州間高速道路86号西線
州間高速道路86号線（しゅうかんこうそくどうろ86ごうせん、Interstate 86、略称：I-86）はアイダホ州を通る州間高速道路である。カシア郡デクロの東で84号線、ポカテッロの北で15号線と接続しており、全長は101kmである。ボイシ、ツインフォールズからアイダホフォールズまでの主要アクセス道路となっている。また、ポカテッロ地域空港へのアクセスにも利用される。